# Ponta de Santo António
A Ponta de Santo António é uma formação geológica costeira de São Tomé e Príncipe, localizado a Norte do Ilhéu das Rolas. Este acidente geológico localiza-se próximo à Praia da Escada e à Praia Pesqueira.